# Köblény
Köblény is een plaats (község) en gemeente in het Hongaarse comitaat Baranya. Köblény telt 290 inwoners (2001).